# Krijgswezen van Costa Rica
Costa Rica is een van de weinige landen ter wereld zonder leger. Er is wel een kleine nationale garde.
Op 1 december 1948 schafte president José Figueres Ferrer het leger af, nadat hij een burgeroorlog had gewonnen. Sindsdien is Costa Rica, in tegenstelling tot de andere Centraal-Amerikaanse landen, gevrijwaard gebleven van geweldsuitbarstingen. Het geld dat vrijkwam door het afschaffen van het leger werd uitgegeven aan onderwijs, veiligheid en cultuur. Het Cuartel Bellavista, een voormalige kazerne, werd symbolisch omgevormd tot museum.
Sinds 1986 is 1 december een nationale feestdag in Costa Rica.